# Weiron Tan

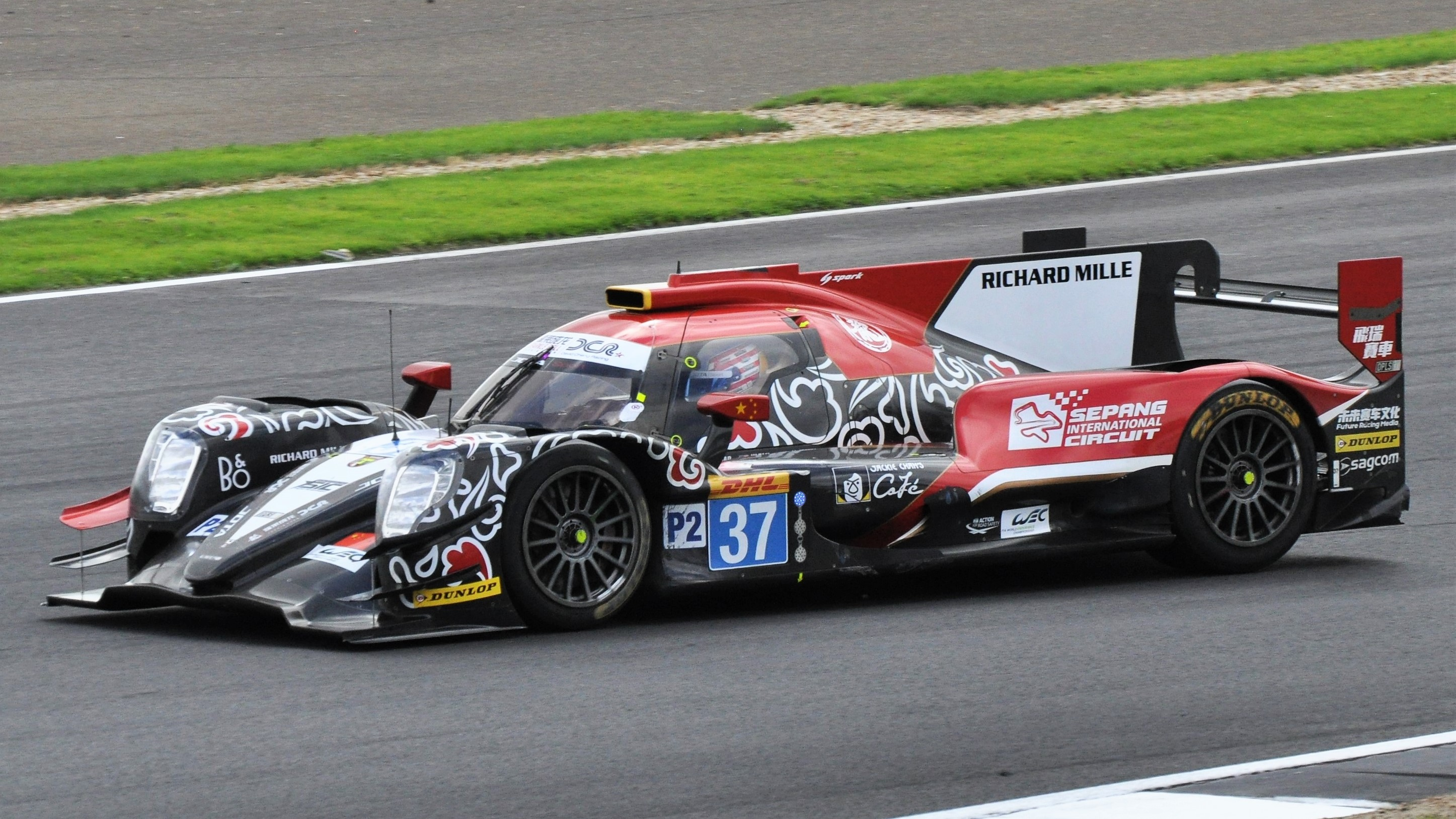
Weiron Ton im Oreca 07 beim 6-Stunden-Rennen von Silverstone 2018

Weiron Tan (* 3. Dezember 1994 in Kuala Lumpur) ist ein malaysischer Automobilrennfahrer.

## Karriere
Tan begann seine Motorsportkarriere 2008 im Kartsport, in dem er bis 2011 aktiv blieb. Unter anderem wurde er 2011 Achter der Asien-Pazifik-Kartmeisterschaft. 2011 debütierte Tan zudem im GT-Sport und gewann die Lotus SuperCup Asia GT4 und die malaysische Super Series. Zudem absolvierte Tan im Formelsport für EuroInternational 2011 vier Gaststarts in der JK Racing Asia Series. 2012 bestritt Tan für EuroInternational die ersten vier Veranstaltungen der JK Racing Asia Series. Mit zwei dritten Plätzen als besten Ergebnissen wurde er Meisterschaftssiebter.
Nachdem Tan im Winter 2012/13 bei einigen Rennen der Formel Gulf 1000 aktiv war und dort seine ersten Formelsport-Rennen gewann, wechselte er nach Europa zu Fortec Motorsports in die britische Formel Renault. Mit fünf Siegen erreichte er den zweiten Platz in der Meisterschaft. Mit 331 zu 408 Punkten unterlag er dabei Chris Middlehurst. 2014 fuhr Tan für Van Amersfoort Racing in der deutschen Formel-3-Meisterschaft. Tan siegte zweimal und beendete die Saison auf dem fünften Gesamtrang.
2015 wechselte Tan nach Nordamerika in die Pro Mazda Championship. Für Andretti Autosport startete er zunächst in der Winterserie. Bei den fünf Rennen stand er stets auf dem Podium. Zweimal gewann er, dreimal wurde er Dritter. In der Fahrerwertung unterlag er Jack Aitken mit 166 zu 167 Punkten und wurde Gesamtzweiter. In der anschließenden Hauptserie erzielte er vier Siege und erreichte den vierten Platz im Gesamtklassement. 2016 bestritt Tan die ersten vier Rennen der Pro Mazda Championship für das Team Pelfrey. Anschließend verließ er die Meisterschaft. Anschließend fuhr er in Europa bei drei Veranstaltungen der europäischen Formel-3-Meisterschaft für Carlin. Ferner bestritt er zwei Rennen im Langstreckensport im Asian Le Mans Sprint Cup.
In der Saison 2016/17 fuhr Tan für Aylezo Ecotint Racing in der Asian Le Mans Series (AsLMS). Er wurde Zehnter der LMP3-Wertung.

## Statistik

### Karrierestationen
| - 2008–2011: Kartsport - 2011: Lotus SuperCup Asia GT4 (Meister) - 2011: Malaysische Super Series (Meister) - 2012: JK Racing Asia Series (Platz 7) | - 2013: Britische Formel Renault (Platz 2) - 2014: Deutsche Formel 3 (Platz 5) - 2015: Pro Mazda Championship, Winter (Platz 2) - 2015: Pro Mazda Championship (Platz 4) | - 2016: Pro Mazda Championship (Platz 11) - 2016: Europäische Formel 3 - 2016: Asian Le Mans Sprint Cup, LMP3 (Platz 7) - 2017: AsLMS, LMP3 (Platz 10) |

### Einzelergebnisse in der europäischen Formel-3-Meisterschaft
| Jahr | Team   | Motor      | 1   | 2   | 3   | 4   | 5   | 6   | 7   | 8   | 9   | 10  | 11  | 12  | 13  | 14  | 15  | 16  | 17  | 18  | 19  | 20  | 21  | 22  | 23  | 24  | 25  | 26  | 27  | 28  | 29  | 30  | Punkte | Rang |
| ---- | ------ | ---------- | --- | --- | --- | --- | --- | --- | --- | --- | --- | --- | --- | --- | --- | --- | --- | --- | --- | --- | --- | --- | --- | --- | --- | --- | --- | --- | --- | --- | --- | --- | ------ | ---- |
| 2016 | Carlin | Volkswagen | LEC | LEC | LEC | HUN | HUN | HUN | PAU | PAU | PAU | SPI | SPI | SPI | NOR | NOR | NOR | ZAN | ZAN | ZAN | SPA | SPA | SPA | NÜR | NÜR | NÜR | IMO | IMO | IMO | HOC | HOC | HOC | 0      | –    |
| 2016 | Carlin | Volkswagen |     |     |     |     |     |     |     |     |     | DNF | 13  | 15  |     |     |     | 20  | 19  | DNF | DNF | 15  | 18  |     |     |     |     |     |     |     |     |     | 0      | –    |

### Le-Mans-Ergebnisse
| Jahr | Team                  | Fahrzeug | Teamkollege    | Teamkollege  | Platzierung | Ausfallgrund |
| ---- | --------------------- | -------- | -------------- | ------------ | ----------- | ------------ |
| 2018 | Jackie Chan DC Racing | Oreca 07 | Jazeman Jaafar | Nabil Jeffri | Rang 8      |              |